# Kościół polski w Prabutach
Kościół polski w Prabutach – dawna świątynia protestancka znajdująca się w Prabutach, w województwie pomorskim.
Kościół został wzniesiony jako kaplica pogrzebowa pod wezwaniem Najświętszej Maryi Panny przez biskupa pomezańskiego Jana I Moencha w latach 1378-1402. Świątynia mieściła się poza obrębem murów miejskich i znajdowała się na podgrodziu. Jej ściana północna była połączona z murami miejskimi arkadką. Nazwa kościoła bierze się stąd, że odprawiane w nim były nabożeństwa dla ludności polskiej, która nie mogła mieszkać na terenie miasta. Budowla została wzniesiona w stylu gotyckim. Jej szczyt wschodni posiada ścianę ażurową z kolistymi otworami i trzema wnękami z blendami i okienkiem. Z kolei szczyt zachodni posiada ścianę z czterema wnękami i małymi bioforami z lewej i prawej strony. Przy nim znajduje się wieża, wybudowana na planie ośmiokąta w formie obronnej baszty. Szczyty są ozdobione przez smukłe sterczyny. We wnętrzu świątyni znajduje się polichromowany drewniany strop z XVIII stulecia, wybudowany w stylu barokowym. Na stropie jest przedstawiony Chrystus jako źródło życia, a z lewej i prawej strony w formie medalionów są przedstawieni czterech ewangeliści ze swymi symbolami. Na suficie znajdują się również napisy w języku polskim, niemieckim i po łacinie.
Obecnie w kościele polskim znajduje się Izba Pamiątek, w której można zobaczyć przedmioty codziennego użytku, dawne narzędzia rolnicze i rzemieślnicze, militaria, zbiory numizmatyczne, oraz prace miejscowych twórców. Izba czynna jest w okresie letnim.